# Sincronism
Sincronismul este o ideologie europenistă care s-a conturat în perioada interbelică în jurul elitelor proeuropene din România care l-au avut ca principal exponent și teoretician pe criticul literar Eugen Lovinescu. Acesta i-a dat numele de „sincronism” cu înțelesul de „sincronizare” între România subdezvoltată și Occident, concept pe care Eugen Lovinescu l-a preluat din sociologia franceză. Izvoarele teoriei sale se găseau în teoria imitației, a lui Gabriel Tarde. Pentru a contrabalansa ideea aceasta de uniformitate, Lovinescu a asociat sincronizarea cu un al doilea concept, mutația valorilor estetice, care ar semnifica tocmai ideea că specificul național poate fi salvat. Sincronismul este una din cele mai importante teorii sociologice din perioada interbelică, poate la fel de importantă ca teoria formelor fără fond, expusă de Titu Maiorescu. În termenii contemporani, am putea spune că sincronismul anticipa teoria globalizării.

## Descriere
La baza teoriei sincroniste stă lucrarea Istoria civilizației române moderne a lui Eugen Lovinescu, o investigație cu privire la originea dezvoltării României moderne. Această  lucrare a avut un mare răsunet și l-a plasat pe Lovinescu în centrul dezbaterii cu privire la locul pe care România trebuie să-l ocupe în raport cu civilizația occidentală. Mergând pe firul istoric al dezvoltării României moderne, Lovinescu se oprește la prima jumătate a secolului XIX și la introducerea capitalismului în Principatele Române, pe care o consideră cauza majoră a schimbărilor survenite în tânărul stat suveran. Totodată economistul și sociologul Ștefan Zeletin, reprezentant al neoliberalismului românesc, investighează schimbările de natură economică și socială, ajungând substanțial la aceeași concluzii. Cei doi consideră că introducerea capitalismului occidental a reprezentat forța principală din spatele modernizării țării, Lovinescu preocupându-se de mentalul românesc, în timp ce Zeletin delimitează schimbările de natură economică și socială.
În consecință, elitele proeuropene ale epocii s-au angajat într-un proces de micșorare a distanței dintre România și Occident, distanță pe care o percepeau drept enormă. Pentru a se „sincroniza” ei considerau că România trebuie să adopte în masă instituțiile, etica și practicile occidentale. Lovinescu susținea că sincronismul nu se rezumă doar la imitație ci însemna și integrare.